# 인향로
인향로(Inhyang-ro)는 경기도 김포시 고촌읍과 인천광역시 계양구 선주지동을 잇는 도로로, 총 연장은 3.224 km이다. 이름은 자연부락 명칭에서 유래되었다.

## 주요 경유지
- 김포시
  - 고촌읍 (신곡리 - 태리)
- 계양구
  - 노오지동 - 선주지동

## 접촉하는 도로
- 은행영사정로 (직결)
- 김포대로
- 태리로
- 태리1로
- 교차 불가 도로 : 드림로

## 주요 건물 및 시설
- 고촌 알베로하우스 (인향로 6/신곡리 578-1)
- 등촌마을청구아파트 (인향로 16/신곡리 1055)
- 진성연립 (인향로 20/신곡리 591-16)